# 傾斜機能材料
傾斜機能材料（けいしゃきのうざいりょう、Functionally Graded Materials（英語）、通称FGMs（えふ・じー・えむ））とは、従来の素材では困難だった相反する異なる特性を両立させる為に組成、組織が異なる複数の素材の組成が連続的に変化し一体的に組み合わされた材料のこと。

## 傾斜機能材料研究分野
- オプティクス  光ファイバー

屈折率が連続的に変化するグレーデッド・インデックス型光ファイバー
- バイオマテリアル　界面バイオアクティブ、人工骨・間接

- 熱応力緩和型傾斜機能材料　スペースプレーン（機体、燃焼器）、核融合炉壁

耐熱材料には耐熱性には優れるが硬くて脆い物が多く、じん性を備える事が実用化において重要である。
- エレクトロニクス　傾斜ポテンシャルデバイス

- エネルギー変換型傾斜機能材料　宇宙用動力源、原子ロケット、高信頼性原子炉／核融合炉

熱電変換素子等に使用される。
- 材料設計技術　計算機支援技術、シミュレーション技術、人工知能技術、データベース、知識システム

- 材料創製技術　CVD 技術、PVD技術、SHS技術、P/M技術、プラズマ溶射技術、電鋳技術、3次元構造制御技術、ドーピング傾斜技術、傾斜接合技術、異種素子接合技術

- 材料評価技術　物性評価技術、材料強度評価技術、非破壊評価技術、耐環境性評価技術、システム評価試験技術